# 講正確英語運動
講正確英語運動（英語：Speak Good English Movement，简称SGEM）由新加坡政府發起，为的是“鼓励新加坡人讲世界共通、语法正确的英语”。运动于2000年4月29日，由当时的总理吴作栋发起，其目的是确保新加坡人认识到讲标准英语的重要性，推广其使用。

## 背景
1819年，随着新加坡现代化港口的建立，英语引入了新加坡。港口吸引了来往印度以及中国等的移民，造成多样化语言的背景。由于常接触于这些语言，一代又一代影响了新加坡英语或新加坡式英语。新加坡式英语通称为Singlish，其特点是英语句子中夹杂了许多新加坡当地语言的词汇（例如使用像lah【相当于中文“啦”】的语助词，又或使用中文的句子結構但代入英文字，例於用one代替「的」、can代替「可以」等等。）。新加坡人普遍使用新加坡式英语于非正式场合，非新加坡人可能难以理解。
当讲正确英语运动1999年发起时，当时总理吴作栋形容新加坡式英语是“新加坡人对英语的破坏”，以及“蹩脚、不合乎语法的英语”。根据政府所言，掌握标准英语势在必行，以提高在新加坡的生活水平，而新加坡英语给需要在“全球商业和技术语言”中沟通的新加坡人带来问题。因此，讲正确英语运动使命是使在新加坡使用的英语水准提高。有望延伸其触角，讲正确英语运动每年采纳不同的主题，转向针对各社会目标群体，也与各伙伴机构协同合作，举办各计划，达成运动的目标。

## 宗旨
运动的宗旨是，鼓励国人不使用新加坡式英语，而应使用更规范化的英语（即一般上以英国英语为准）。据当时讲正确英语运动主席David Wong上校（国民服役），运动宗旨在于创造一个新加坡人能讲正确英语而不是新加坡式英语的自豪感。新加坡式英语当成身为新加坡人独特的认同感已成趋势，运动反而展望语法正确的英语代替新加坡式英语，可以成为新加坡独有的身份认同感。

## 以往的主题
自2003年以来，讲正确英语运动每年推行，在全岛各地举办为期一年的计划与活动，使新加坡人更加意识到讲正确英语对其日常生活的重要性。每一年都使用的不同主题针对于各目标群体，运动迄今为止所采用过的主题如下：
| 年份          | 英语主题                                                 | 华语译名                       |
| ------------- | -------------------------------------------------------- | ------------------------------ |
| 2000年—2004年 | Speak Well. Be Understood.                               | 话说好了，人家才能听得懂       |
| 2005年—2006年 | Speak Up. Speak Out. Speak Well.                         | 大声说，勇敢说，正确说         |
| 2006年—2007年 | Be Understood. Not only in Singapore, Malaysia and Batam | 让新、马、峇淡以外的世界可理解 |
| 2007年—2008年 | Rock Your World! Express Yourself                        | 展现你的世界，用英语表达       |
| 2008年—2009年 | I Can                                                    | 我也可以                       |
| 2009年—2010年 | Impress. Inspire. Intoxicate.                            | 感动 奋发 努力做               |
| 2010年—2011年 | Get it Right                                             | 正确使用                       |
| 2011年—2012年 | How You Speak Makes A Difference                         | 讲正确英语，树立好榜样         |
| 2012年—2013年 | Make Good English Stick                                  | 让正确英语黏着你               |

## 话说好了，人家才能听得懂（2000-2004）
Speak Well. Be Understood.

### 2000-01
1999年，当时总理吴作栋在国庆群众大会强调讲新加坡式英语的问题。一年后，2000年4月，他正式发起讲正确英语运动，立标语为“话说好了，人家才能听得懂”（英語：Speak Well. Be Understood）。他强调讲标准英语及减少使用新加坡式英语的重要性，因为新加坡是经济开放的中心城市，有必要与讲英语的外国人交谈。新加坡人讲英语时，常会使用中文语法以及中文惯用语的直译，这会导致语句截断，让外国人无法理解。在群众大会上，总理强调，“如果我们讲他人听不懂的不正确的英语，我们将会失去竞争优势的关键。”讲英语运动交由私人机构组成的委员会进行，由当时的David Wong上校（国民服役），资讯公司安永会计师事务所高级顾问带领。运动的目标群体是40岁以下的新加坡人，包括年轻的工作人士、家长以及各校、初级学院、理工学院、工艺教育学院学生。运动推行一周内，举行各种活动，如戏剧及语言竞赛。
之后，作为运动的一部分，公共机构也举办了长达一年的各类计划。其中一项是新加坡教师工会（英語：Singapore Teachers Union，简称STU）在香格里拉大酒店举办的研讨会，大约500人出席，主要是教师。研讨会强调发音的重要性与语法的教学，鼓励教师以有创意的方式，运用戏剧和角色扮演教英语。
2000年其他值得一提的活动，包括推行《语法很重要》，一系列一共5本，运用漫画来说明语法的正确使用，由英语语言中心区域配合活动出版。

### 2001-02
2001年至2002年，据报道，越来越多新加坡人认识到讲正确英语的重要性。英国文化协会继续经营免费热线，教授国人英语。据报道，2001年，有近25万人来电，2002年有约17万人来电。另外，54所小学参加的校际文字图比赛，是2002年4月的第一个“开胃”活动。

### 2002-03
根据政府所言，更多新加坡人认识到把话说好的必要性，采取行动改善自己的英语口语能力。讲正确英语运动的伙伴机构，例如人民协会和英国文化协会举办的活动也深受欢迎。

### 2003-04
2003年，运动已迈入第四个年头，宗旨不仅是鼓励新加坡人把话说好，也能说简单的英语。Wong主席说：“他们也许害怕使用英语，这对他们来说并不自然。今年我们打算鼓励人们勇于尝试。即使他们话说得不好，即使他们不能长话说，即使他们不能以长句子表达，这并不重要。我们的想法是，长话短说，使用简单的句子，清楚的传达信息。”运动持续长达一年，直至2004年3月，从而创造更大的影响力和意识。
2003至04年的合作伙伴计划

- 美泰兒东南亚区举行了校际文字图比赛。
- 新加坡戏剧教育者协会举办了“戏剧竞赛”（DRAMAzing race），29所中学的150名学生参加了竞赛，鼓励他们使用正确英语。竞赛的形式相当于惊险大挑战（Amazing Race）。
- 新加坡国立大学举办了推广标准英语（Promotion of Standard English，简称PROSE）论坛，新加坡知名人士分享讲正确英语的重要性以及让人理解的自身经验。
- 国家图书馆管理局举行了最初岁月提高阅读讲习班（Raise-A-Reader Workshop: The Primary Years），特地为家长举办，让家长知道如何为子女选择适当的阅读材料，配合他们的阅读习惯。配合2003年讲正确英语运动，也举办了其他活动，如行动！演绎比赛（ACTiquette! Dramatization Contest）。
- 新加坡英语与文学教师协会进行了“讲正确英语，有效教学和沟通”的研讨会。
- Julia Gabriel演讲与戏剧中心（页面存档备份，存于）举办了讲习班，让家长为孩子培养语言技能，鼓励阅读技巧，以及在家中利用书本、故事和诗歌激发写作能力。
- 阅读与识字学会免费举办了为期6个月的女性学习英语（Women Learning English，简称WISH）计划，在全国12所民众联络所有180名学生报名参加，分为6班。另外，阅读与识字学会的Sheila Wee女士也举办了讲座，教育家长讲故事来培养孩子对英语的兴趣。

## 批评
自从发起讲正确英语运动以来，反应不一，遇到的最强劲的对手，包括语言学家和社会评论家。2008年12月12日，资讯、通讯及艺术部艺术及文化发展司司长Liew Choon Boon、教育部课程规划与发展司司长Ho Peng于海峡时报刊登来函，做出回应。
新加坡式英语也许是语言学家撰写论文的一个有趣的学术课题，不过新加坡没有兴趣成为让学者剖析与描述的惊奇的动物园样本。

### 新加坡式英语作为新加坡人的身份认同感
讲正确英语运动是政府为鼓励新加坡人讲标准英语而不是口语的新加坡式英语所做出的努力。这被许多新加坡人批评，说是要设法根除新加坡式英语。基于新加坡式英语是新加坡人独特的身份认同感，新加坡式英语的支持者批评讲正确英语运动。他们支持新加坡式英语，是深信新加坡式英语可以创造社会凝聚力，根据某些人：“它可能是能够使我们成为独特的新加坡人的唯一事物。”同样的，名人Leow Ju Len，STOMP博客作者在他发布的博客说道：
“我是说，我们的旅游宣传口号是‘非常新加坡’（Uniquely Singapore），还有什么比新加坡式英语还独特于新加坡的？”他还说，新加坡式英语之美在于“它也美妙地省时、省口气。如果你需要知道时间，你会说：‘Now what time?’（现在几点）只要三个字就可以理解。哪里有时间讲：‘Do you know what time it is now?’”

#### 拯救我们的新加坡式英语运动
2002年4月27日，TalkingCock推行了拯救我们的新加坡式英语运动。他们在推行时的献词中说得很清楚，他们并不反对正确英语的使用。相反地，他们“完全支持写和讲正确英语”，希望讲正确英语运动能视拯救我们的新加坡式英语运动为“互补性，而不是对抗性”。TalkingCock觉得，拯救新加坡式英语很重要，因为它是新加坡文化与传承的关键部分：
我们为什么为新加坡式英语奋斗，很简单，因为它是我们文化的一部分。事实上，它可能是唯一独特于新加坡的东西。它融合了各种语言，对我来说，似乎是多元文化的认识。我以为这是值得我们骄傲的。
此外，他们还重申，“新加坡式英语不仅仅是蹩脚的英语，而是一种方言。”他们的论点是，推广讲正确英语，不应以新加坡式英语为代价。Singapore Watch以“自豪使用新加坡式英语，正确使用英语”概括。创办TalkingCock的Colin Goh指出，新加坡人能分辨英语和新加坡式英语之间的区别：
要对新加坡人更有信心。我们知道什么时候使用新加坡式英语，什么时候不使用。我们够聪明，知道我们不能以新加坡式英语书写正式信函。你上一次输入“Eh, give me a job, leh!”（诶，给我一份工作咧！）是什么时候？我们尽可不要与外国朋友讲新加坡式英语，因为我们有直觉，知道他们可能无法理解。又或者，我们会说，他们会“catch no ball”（福建话：捉無球，即一头雾水）。
他进一步承认，有些时候，新加坡人会讲不正确的英语，但强调不能怪罪于新加坡式英语：
如果新加坡人跟欧美人无法好好沟通，那是因为他们说蹩脚的英语，而不是新加坡式英语。我们都知道不能跟外国人讲新加坡式英语，因为他们通通会“捉不到球”（一头雾水）。这是常识。问题不在使用过多的新加坡式英语，问题在于英语的教学如此差劲。
2006年8月24日的一个活动，在国会胡说八道：我们是公民（英語：TalkingCock in Parliament: We, the Citizens），教育部秀才以及毕业于普林斯顿大学的Ruby Pan，展现出轻易从标准英语切换至新加坡式英语，以及切换至不同的英语口音的能力。